# Región de Tambacounda
Tambacounda es el nombre de una región de Senegal y el de su capital.

## Características
Tambacounda se encuentra en un importante cruce de caminos del África Occidental. Es una de las principales estaciones ferroviarias entre Dakar (Senegal) y Bamako (Malí). Tambacounda es conocida por su herencia cultural, de entre la que destaca la danza y el instrumento de percusión llamado djembe.
Tiene una superficie de 42.706 km², que en términos de extensión es similar a la de Suiza.

## Organización territorial
La competencia actual y las regiones capitales, departamentos y distritos son los establecidos por un decreto del 10 de septiembre de 2008 que deroga todas las disposiciones anteriores contrarias: 2.

## Departamentos con población en noviembre de 2013
Desde la redistribución de 2008, la región se divide en cuatro departamentos:
- Departamento de Bakel 138,867
- Departamento de Goudiry 114,847
- Departamento de Koumpentoum 128,433
- Departamento de Tambacounda 299,163

## Distritos
La región se compone de 12 distritos  :
- Distrito de Bala
- Distrito de Bamba Thialène
- Distrito de Bamba
- Distrito de Bele
- Distrito de Dianke Makha
- Distrito de Kéniaba
- Distrito de Koulor
- Distrito de Koussanar
- Distrito de Kouthiaba wolof
- Distrito de Makacolibantang
- Distrito de Missirah
- Distrito de Moudéry